# Östergötlands runinskrifter 152
Östergötlands runinskrifter 152, Ög 152, er en vikingetidsrunesten i Furingstads socken i Norrköpings kommun. Den står ved Store Agetomta gård, 2 kilometer sydvest for sognekirken. Den blev fundet 1906 i gårdens kældermur, da denne blev nedrevet. Stenen, som er af lyserød flammet granit, bestod da af seks dele. Den udbedredes og rejstes 1941. Højden er 3,85 meter og bredden 65–100cm.  Runeindskriften er udformet som en dragelignende slange, hvis hoved ses fra siden. Dyrets hoved er bundet sammen med dets hale. Højt oppe på stenens forside står indskriftens sidste ord. At runedyrets hoved er afbildet i profil er et træk som i tid placerer ristningens i de første årtier af det 11. århundrede. (Se indskriftordning.)

## Indskrift
| Translitteration | [: iluhi : l]it : raisa : stain : þina : aeftiR : sihstain : faþur:faþur : sin : leti : kuþ : saul :* hans : |
| Transskription   | [iluhi l]it raisa stain þina aeftiR sihstain faþurfaþur sin leti kuþ saul* hans.                             |
| Oversættelse     | Illuge lod denne sten rejse efter Sigsten, sin farfar. Lettelse give Gud til hans sjæl!                      |